# Frans Denys

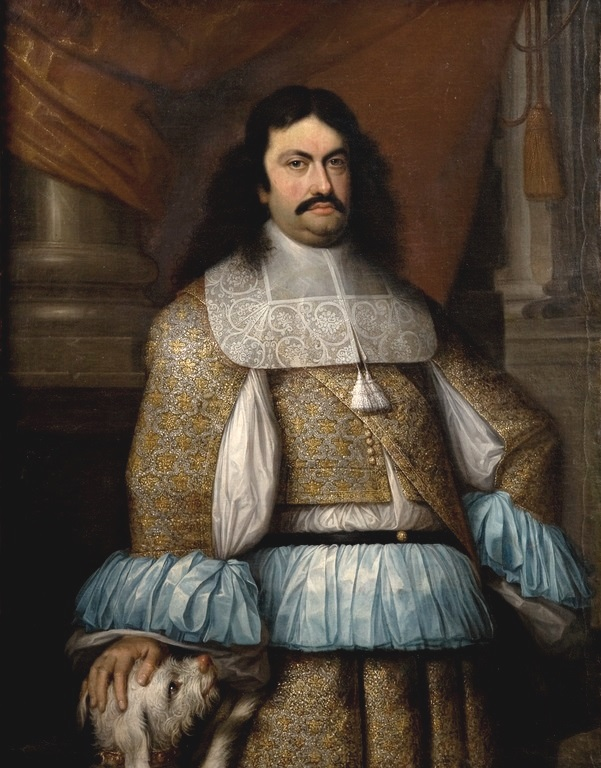
Portret van Ranuccio II Farnese, hertog van Parma

Frans Denys of Frans Denijs (Antwerpen, circa 1610 - Mantua 12 september 1670) was een Vlaamse barokschilder. Hij schilderde voornamelijk portretten en na een succesvolle carrière in Antwerpen werkte hij als hofschilder in Duitsland en Italië.

## Biografie
Frans Denijs werd in 1631 een meester bij de Sint-Lucasgilde van Antwerpen. Het jaar nadien huwde hij met Martina Vleckhamers met wie hij zeven kinderen had. Jacob  werd kunstschilder, zoals zijn vader. Zijn eerste vrouw stierf in 1647. Een jaar later huwde hij met Marie Placquet met wie hij drie dochters had.
In de periode van 1654 tot 1655 betaalde Denys een verminderd bedrag aan de Antwerpse Sint-Lucasgilde, een aanduiding dat hij de stad had verlaten in dat tijdsbestek. Vanaf 1654 was hij actief in het buitenland, eerst werkend voor de kunstliefhebber Frederik III. Later schilderde hij in Italië als hofschilder voor Ranuccio II Farnese, hertog van Parma. Hij trok dan naar Mantua, waar hij werkte voor de aartshertogin Isabella Clara van Oostenrijk. Mantua was zijn laatste verblijfplaats, waar hij stierf op 12 september 1670.

## Werk
Er zijn slechts iets meer dan 20 schilderijen van Denys' hand bekend. Hiervan dateren er ongeveer 12 uit zijn Antwerpse periode die liep van 1635 tot 1653. Denys was een succesvolle portretschilder die een eliteklantenkring bediende in zijn geboortestad en daarbuiten. Zijn klantenkring bestond voornamelijk uit aristocraten en stedelingen uit de middenklasse. Hij maakte ook een aantal portretten van collega-kunstenaars, waaronder van Jan van Balen, Alexander Adriaenssen en Leo van Heil. Denys schilderde zowel individuele als groepsportretten. In zijn tijd werd hij beschouwd als gelijkwaardig aan tijdgenoten als Justus Sustermans die ook lange tijd in Italië actief was. Hij werd gezien als een navolger van Anthony van Dyck omdat hij een portretschilder van de elite was. Zijn werk raakte in de vergetelheid totdat hij werd herontdekt door het Koninklijk Museum voor Schone Kunsten van Antwerpen. De meer traditionele en strenge stijl van zijn werk verklaart waarschijnlijk waarom zijn werk in de vergetelheid raakte.

## Galerij

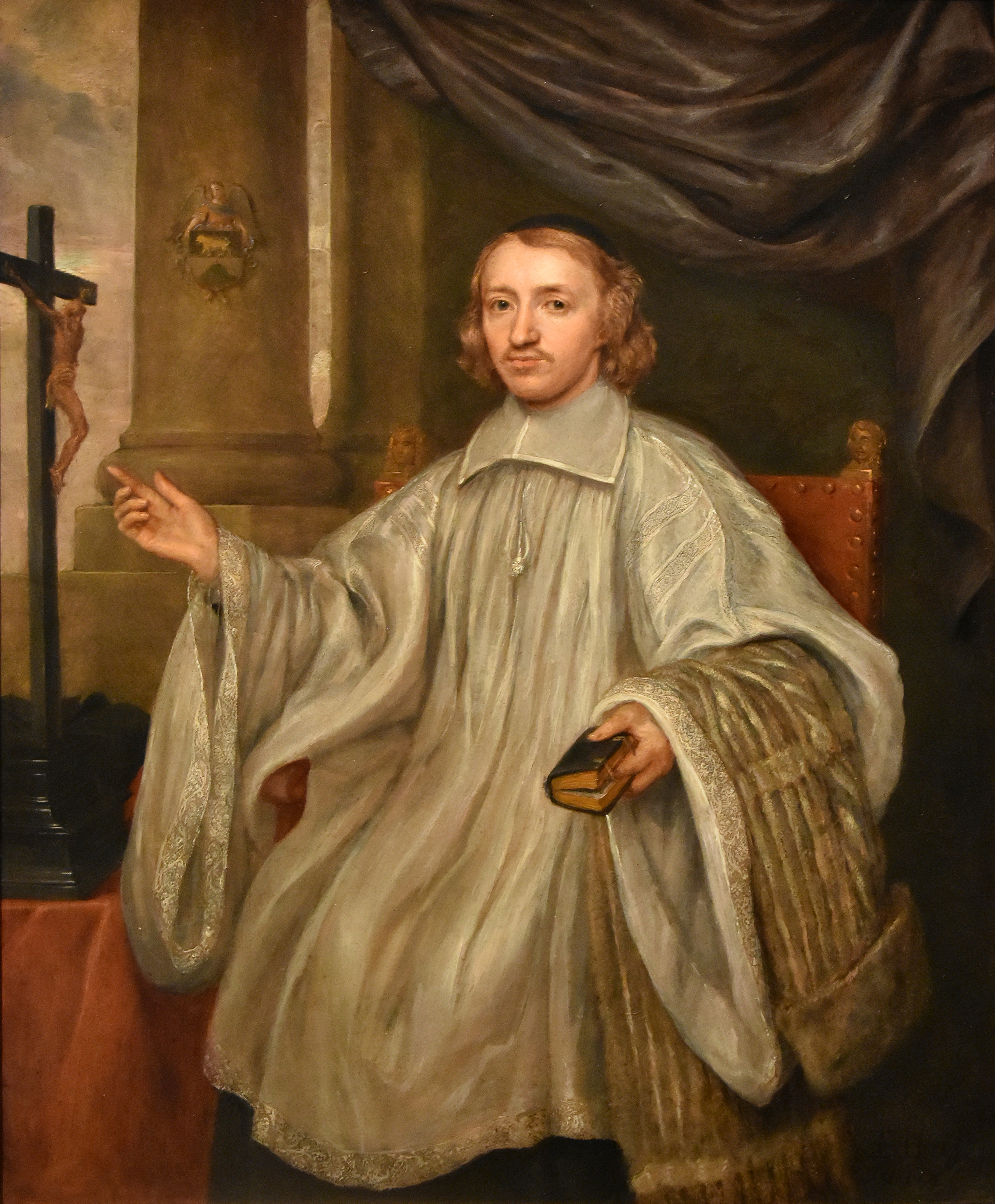
Portret van een geestelijke
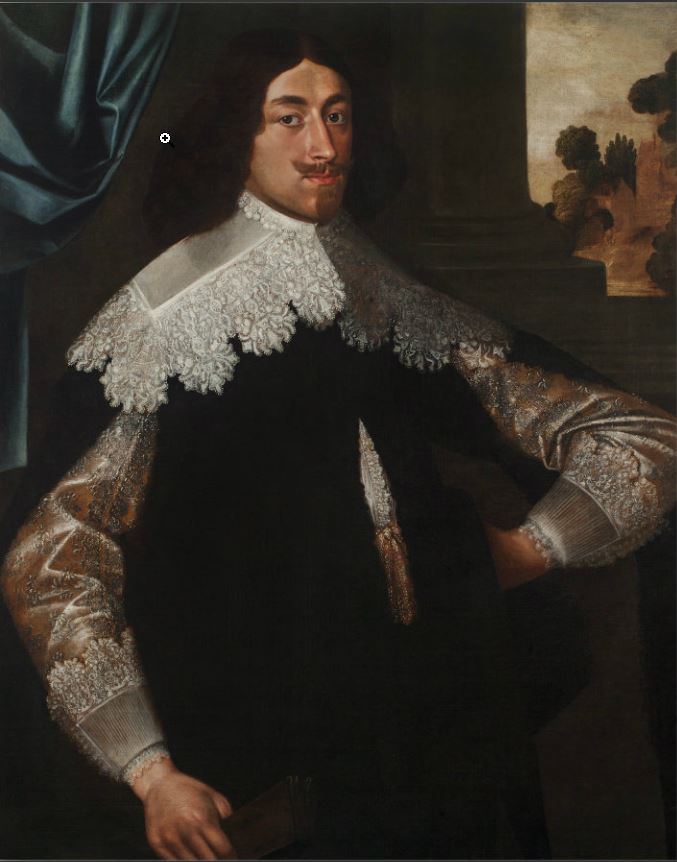
Portret van Eugène van Berghes, graaf van Grimbergen
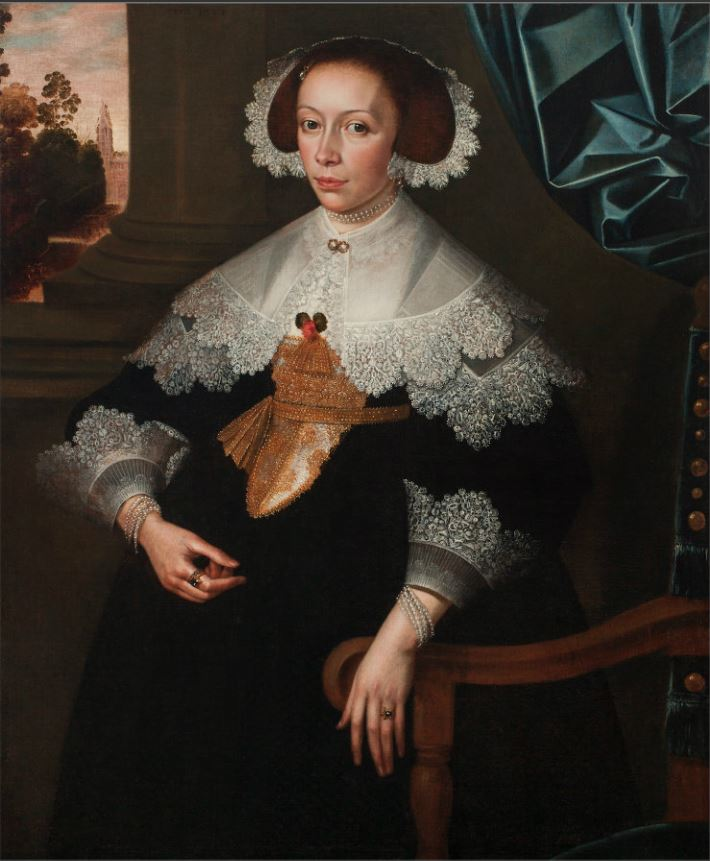
Portret van Florence-Marguerite de Renesse-Warfusée, gravin van Grimbergen
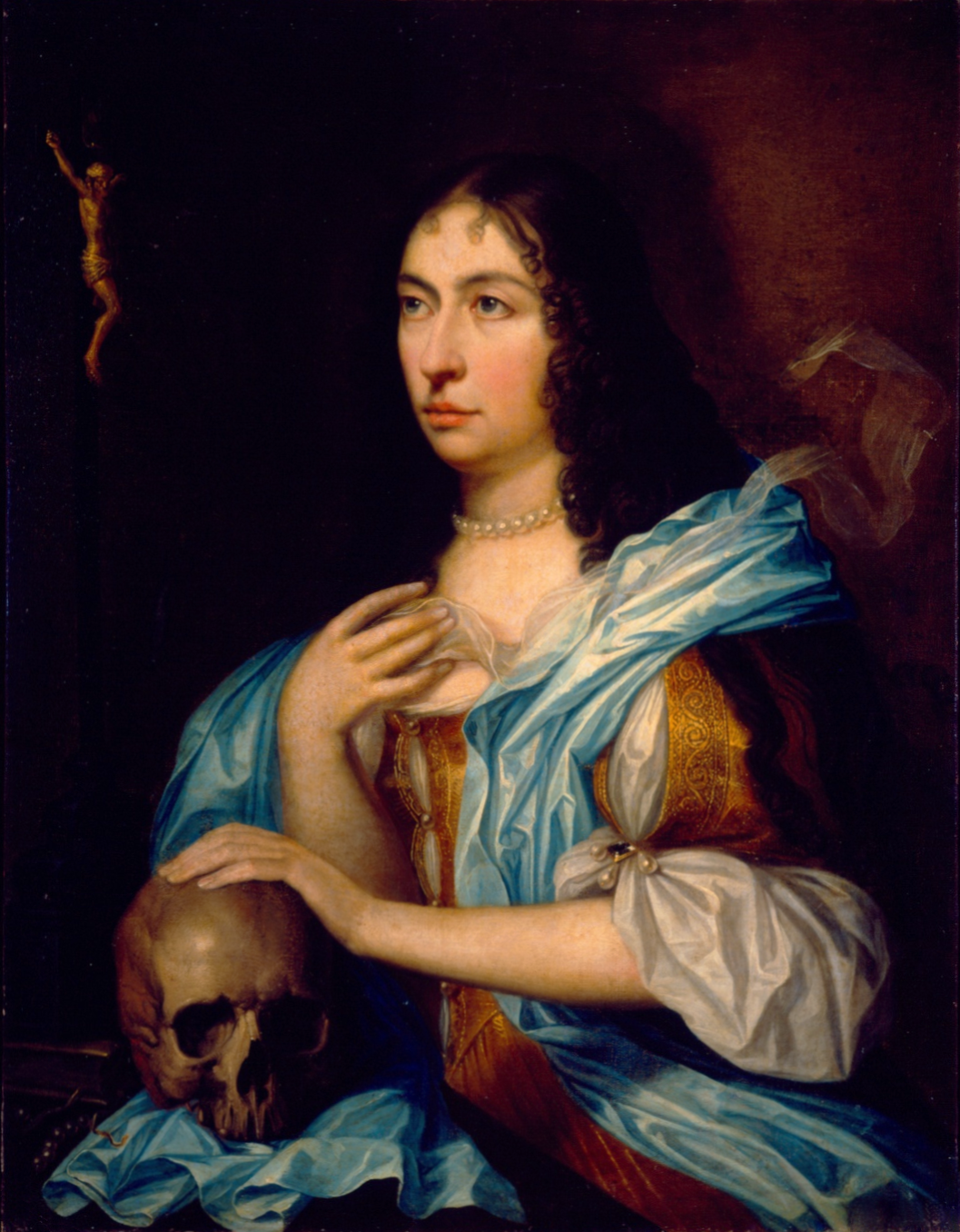
Portret van Maria Maddalena Farnese

- Biografisch Portaal: 03142287
- Gemeinsame Normdatei: 13908522X
- International Standard Name Identifier: 0000 0000 8168 2226
- RKD-Nederlands Instituut voor Kunstgeschiedenis: 22002
- Système universitaire de documentation: 233286209
- Union List of Artist Names: 500031360
- Virtual International Authority File: 95675424
- WorldCat: E39PBJxGQp4j8hBJvMTrkXRFrq